# Mercedes-Benz SLK-klasse
Mercedes-Benz SLK-klasse er en bilmodelserie introduceret af Mercedes-Benz i efteråret 1996. Modellen er en todørs roadster, som er mindre og billigere end SL-klassen. Selv om betegnelsen SLK i følge Mercedes-Benz officielt ikke er en forkortelse, angives den tit som Sportslig, Let, Kompakt (nogle gange også Kort).
SLK-klassen er teknisk set identisk med C-klassen, type 202 (SLK R170), type 203 (SLK R171) hhv. type 204 (SLK R172). Et særligt kendetegn for SLK-klassen er det fældbare ståltag, som af DaimlerChrysler også benævnes "Vario-tag". I åben tilstand forsvinder det fuldstændigt og ned i bagagerummet. Da det er lavet af stål, forener det fordelene ved en hardtop med en kaleches fleksibilitet.
Navnet SLK bæres indtil videre af tre forskellige modelserier:
- Første generation
R170
(1996−2004)
- Anden generation
R171
(2004−2011)
- Tredje generation
R172
(2011−)
(fra 2016 SLC)